# 최강 배달꾼
《최강 배달꾼》은 2017년 8월 4일부터 2017년 9월 23일까지 방영된 KBS 2TV 금토드라마이다.

## 줄거리
짜장면 배달부인 주인공을 중심으로 대한민국 흙수저의 사랑과 성공을 그린 청춘 드라마.

## 등장인물

### 주요 인물
- 고경표 : 최강수(25세) 역 - 5년 차 떠돌이 짜장면 배달부. 한 동네서 두 달 이상은 일하지 않는 이상한 놈
- 채수빈 : 이단아(25세) 역 - 헬조선 탈출을 꿈꾸는 불만 가득 미녀배달부!
- 김선호 : 오진규(27세) 역 - 비상을 꿈꾸는 버림받은 황태자!
- 고원희 : 이지윤(23세) 역 - 흙수저를 열망하는 철없는 금수저!

### 강수의 사람들
- 조희봉 : 장동수(40대 후반) 역 - 팔팔수타 사장, 주방장
- 예수정 : 박정임 역 - 한양 설렁탕 운영, 현수의 할머니
- 이민영 : 순애(40대 중반) 역 - 팔팔수타 카운터
- 김기두 : 백공기(30세) 역 - 무도인, 강수의 단짝이 되는 짜장면 배달부
- 허지원 : 송민찬(27세) 역 - 취업준비생, 배달부. 먹자골목의 상권전쟁이 벌어지고, 전공을 살려 강수의 오른팔이 되어준다. 배달 앱 사업을 시작한 강수에겐, 없어서는 안 될 유일한 브레인이다.
- 강봉성 : 김병수(23세) 역 - 강수에게 텃새를 부리던 동네 짜장면 배달부 중의 하나
- 정익한 : 한영택(23세) 역 - 대학에 다니는 여동생 학비를 대느라고 허리가 휘고 있는 동네 배달부
- 김민석 : 정호영(23세) 역 - 병수, 영택과 함께 삼총사의 일원인 배달부
- 김경남 : 성재(25세) 역 - 강수가 예전에 일하던 동네의 배달부
- 윤정일 : 김현수(20세) 역 - 강수를 친형처럼 따르는 배달부이자 한양 설렁탕을 운영하는 정임의 손자
- 이항나 : 선애 역 - 현수의 어머니

### 단아의 사람들
- 남지현 : 최연지(25세) 역 - 옥탑방에서 함께 사는 단아의 고향 친구, 요가강사, 노래방 도우미

### 진규의 사람들
- 이원종 : 오성환(50대) 역 - 진규의 아버지, 오성그룹 회장 (특별출연)
- 이칸희 : 정숙(50대) 역 - 진규의 어머니 (특별출연)
- 박주형 : 오성규(30대) 역 - 진규의 형 (특별출연)

### 지윤의 사람들
- 김혜리 : 정혜란(40대 후반) 역 - 지윤의 어머니, 정가 대표
- 선우재덕 : 이장진(40대 후반) 역 - 지윤의 아버지, 육류 유통회사 경영
- 유지현 : 커피월드 매니저 역
- 전하린 : 소현(21세) 역 - 커피월드 아르바이트생
- 박성준 : 윤철(20세) 역 - 커피월드 아르바이트생

### 그 외 인물
- 한승현 : 팀장(30대) 역 - 진규네 자동차 튜닝 샵 기술자
- 이명훈 : 박상도(30대) 역 - 혜란의 사업 보좌관, 비서실장
- 김윤성 : 김용철(30대) 역 - 사채업자
- 윤인조 : 손양아 역 - 정가 설렁탕 매니저
- 오윤홍 : 단아의 어머니(40대 후반) 역
- 이규성 : 단아의 남동생(22세) 역
- 주명철 : 독사 역
- 미석 : 사채업자 역
- 조문의 : 원조 아구찜 주인 역
- 홍경연 : 동네 음식점 주인 역
- 김충길 : 진규네 자동차 튜닝 샵 직원 역
- 이수자
- 옥주리 : 팔팔수타 배달손님 역
- 박상용
- 오지연 : 아이 엄마 역
- 박리나
- 김주아
- 김미경
- 이동희
- 최윤빈
- 이준희
- 이규섭
- 유용범
- 홍성호
- 김도연 : 단아를 구해준 여자 역
- 황재원
- 추정훈
- 권홍석 : 영어학원 원장 역
- 김해곤 : 경비원 역
- 공수민 : 배달 손님 중학생 수민 역
- 송경화 : 수민의 어머니 역
- 이은석 : 응급실 의사 역
- 최윤준 : 배달 손님 역
- 태원석
- 유재훈 : 배달부 역
- 나석주
- 이병철 : 오토바이점 사장 역
- 박희곤 : 단아를 1인실 병동으로 옮기려 온 병원 관계자 역
- 최교식 : 택시기사 역
- 홍기준 : 도로 무단 점거 사건 담당 형사 역
- 유연우 : 단아의 담당 간호사 역
- 강철성 : 블랙박스 제공 운전자 역
- 한여울 : 카레이싱 취재 기자 역
- 나동주 : 24시 야식 배달부 역
- 정태성
- 이재백
- 시현
- 최화영
- 조희
- 조수혁 : 도로 무단 점거 사건 담당 검사실 수사관 역
- 차용학 : 차검사 역
- 김우영
- 장자영
- 엄지만 : 살인 미수 사건 담당 형사 역
- 신나라
- 김기현
- 임강헌 : 강수 대신 자수하러 온 김성택 역
- 김효명 : 강수 대신 자수하러 온 정용화 역
- 임호
- 고만규
- 권오진 : 구치소 수감자 윤영수 역
- 인성호 : 형사 역
- 유주원 : 문구점 꼬마 손님 역
- 명재환 : 살인 미수 담당 검사 역
- 윤병희 : 고시원 총무 역
- 손동화 : 대학생 역
- 김홍기
- 김진웅
- 이런 : 노래방 성추행남 역
- 김태형
- 김도형
- 김진옥
- 신원우
- 박용 : 신성반점 사장 역
- 서광재 : 면접관 역
- 김미준 : 노래방 주인 역
- 박수민 : 요가학원 강사 역
- 이승철 : 노숙자 역
- 이진목 : 컴퓨터 조립업자 역
- 임우철 : 뺑소니 사고로 강수의 도움 받은 법무사 이정용 역
- 원종선 : 뺑소니 사고로 강수의 도움 받은 회계사 정준호 역
- 최광덕 : 송민찬의 아버지 역
- 정강희
- 전운종
- 송현진
- 이은비
- 김연희
- 김성호
- 염정구 : 건물주 역
- 서민경 : 건물주 역
- 임용순
- 홍은주 : 가전제품점 판매 직원 역
- 윤복성 : 선진건설 중역 역
- 오상화 : 먹자골목 손님 역
- 차상미 : 원조 아구찜 주방 아줌마 역
- 강석원 : 농산물 직거래 운반업자 역
- 정호
- 황원재
- 진현광 : 정가 프랜차이즈점 점장 역
- 마민희

### 특별출연
- 조현식 : 김길용 역 - 뺑소니 사고 피해자, 야식 배달부 (1, 11회)
- 김원효 : 뺑소니 운전자 역 (1회)
- 최홍일 : 최태호 역 - 최강수의 아버지 (1회)
- 이훈 : 나한태 역 - JT금융그룹 과장 (9, 11~15회)
- 이유리 : 윤화영 역 - 최강 배달꾼 앱 개발자, 강도 미수 피해자 (10~11회)
- 김준배 : 최연지의 아버지 역 (13회)
- 안재모 : 김종현(40대 후반) 역 - 영일저축은행 행장, 순애의 전 남편 (12, 14, 16회)

## 촬영지
- 팔팔수타 - 이차전
- 록키마운틴 초콜릿팩토리 삼성점
- 신성반점 - 팔선생

## 시청률
최저 시청률과 최고 시청률은 시청률 조사회사와 지역별로 시청률에 차이가 있을 수 있습니다.
| 2017년      | 2017년      | 2017년         | 2017년       | 2017년         | 2017년       |
| 회차        | 방송일      | TNmS 시청률    | TNmS 시청률  | AGB 시청률     | AGB 시청률   |
| 회차        | 방송일      | 대한민국(전국) | 서울(수도권) | 대한민국(전국) | 서울(수도권) |
| ----------- | ----------- | -------------- | ------------ | -------------- | ------------ |
| 제1회       | 8월 4일     | 4.1%           | 4.9%         | 3.5%           | 4.3%         |
| 제2회       | 8월 5일     | 5.4%           | 6.0%         | 5.6%           | 6.2%         |
| 제3회       | 8월 11일    | 4.2%           | 4.4%         | 4.3%           | 4.5%         |
| 제4회       | 8월 12일    | 5.5%           | 6.2%         | 6.5%           | 7.3%         |
| 제5회       | 8월 18일    | 4.1%           | 4.5%         | 4.6%           | 5.1%         |
| 제6회       | 8월 19일    | 6.4%           | 6.5%         | 6.3%           | 6.4%         |
| 제7회       | 8월 25일    | 4.2%           | 4.4%         | 6.2%           | 6.5%         |
| 제8회       | 8월 26일    | 6.6%           | 7.0%         | 7.2%           | 7.6%         |
| 제9회       | 9월 1일     | 3.9%           | 4.0%         | 5.2%           | 5.3%         |
| 제10회      | 9월 2일     | 5.9%           | 6.0%         | 6.5%           | 6.6%         |
| 제11회      | 9월 8일     | 4.8%           | 5.0%         | 5.8%           | 5.9%         |
| 제12회      | 9월 9일     | 5.8%           | 5.9%         | 6.9%           | 7.0%         |
| 제13회      | 9월 15일    | 5.0%           | 5.3%         | 5.4%           | 5.8%         |
| 제14회      | 9월 16일    | 6.1%           | 6.3%         | 6.7%           | 6.9%         |
| 제15회      | 9월 22일    | 4.4%           | 4.6%         | 5.1%           | 5.3%         |
| 제16회      | 9월 23일    | 6.7%           | 6.9%         | 7.7%           | 8.0%         |
| 평균 시청률 | 평균 시청률 | 5.2%           | 5.5%         | 5.8%           | 6.2%         |

## OST

### 파트 1
| #            | 제목                  | 작사         | 작곡           | 가수         | 재생 시간 |
| ------------ | --------------------- | ------------ | -------------- | ------------ | --------- |
| 1.           | 〈Must Have〉         | 장재인       | 박성진, 최민창 | 장재인       | 4:00      |
| 2.           | 〈Must Have (Inst.)〉 |              | 박성진, 최민창 |              | 4:00      |
| 총 재생 시간 | 총 재생 시간          | 총 재생 시간 | 총 재생 시간   | 총 재생 시간 | 8:00      |

### 파트 2
| #            | 제목               | 작사         | 작곡         | 가수         | 재생 시간 |
| ------------ | ------------------ | ------------ | ------------ | ------------ | --------- |
| 1.           | 〈랄랄라〉         | 고진영       | 고진영       | 고경표       | 3:05      |
| 2.           | 〈랄랄라 (Inst.)〉 |              | 고진영       |              | 3:05      |
| 총 재생 시간 | 총 재생 시간       | 총 재생 시간 | 총 재생 시간 | 총 재생 시간 | 6:10      |

### 파트 3
| #            | 제목                 | 작사         | 작곡           | 가수         | 재생 시간 |
| ------------ | -------------------- | ------------ | -------------- | ------------ | --------- |
| 1.           | 〈청춘만화〉         | 박영민, 위로 | 박영민, 고진영 | VANTA        | 3:32      |
| 2.           | 〈청춘만화 (Inst.)〉 |              | 박영민, 고진영 |              | 3:32      |
| 총 재생 시간 | 총 재생 시간         | 총 재생 시간 | 총 재생 시간   | 총 재생 시간 | 7:04      |

### 파트 4
| #            | 제목                          | 작사                        | 작곡         | 가수         | 재생 시간 |
| ------------ | ----------------------------- | --------------------------- | ------------ | ------------ | --------- |
| 1.           | 〈It's Magical (Feat. 하림)〉 | 별자리탐험가, T-scope, 이우 | 별자리탐험가 | 바버렛츠     | 3:22      |
| 2.           | 〈It's Magical (Inst.)〉      |                             | 별자리탐험가 |              | 3:22      |
| 총 재생 시간 | 총 재생 시간                  | 총 재생 시간                | 총 재생 시간 | 총 재생 시간 | 6:44      |

### 파트 5
| #            | 제목                  | 작사                                        | 작곡         | 가수         | 재생 시간 |
| ------------ | --------------------- | ------------------------------------------- | ------------ | ------------ | --------- |
| 1.           | 〈하루의 끝〉         | 17Holic, 김기빈, 이유진, 윤원중 (CLEF CREW) | ZigZagNote   | 나윤권       | 3:58      |
| 2.           | 〈하루의 끝 (Inst.)〉 |                                             | ZigZagNote   |              | 3:58      |
| 총 재생 시간 | 총 재생 시간          | 총 재생 시간                                | 총 재생 시간 | 총 재생 시간 | 7:56      |

### 파트 6
| #            | 제목                    | 작사                  | 작곡                   | 가수         | 재생 시간 |
| ------------ | ----------------------- | --------------------- | ---------------------- | ------------ | --------- |
| 1.           | 〈니가 필요해〉         | 이만성 , 키썸, 윤영민 | 윤영민, 이만성, 박수석 | 키썸, 채원   | 3:12      |
| 2.           | 〈니가 필요해 (Inst.)〉 |                       | 윤영민, 이만성, 박수석 |              | 3:12      |
| 총 재생 시간 | 총 재생 시간            | 총 재생 시간          | 총 재생 시간           | 총 재생 시간 | 6:24      |

### 파트 7
| #            | 제목                       | 작사         | 작곡           | 가수         | 재생 시간 |
| ------------ | -------------------------- | ------------ | -------------- | ------------ | --------- |
| 1.           | 〈너에게 가는 길〉         | 한현혜       | 홍정수, 박영민 | 채수빈       | 3:25      |
| 2.           | 〈너에게 가는 길 (Inst.)〉 |              | 홍정수, 박영민 |              | 3:25      |
| 총 재생 시간 | 총 재생 시간               | 총 재생 시간 | 총 재생 시간   | 총 재생 시간 | 6:50      |

### 파트 8
| #            | 제목             | 작사                               | 작곡                               | 가수         | 재생 시간 |
| ------------ | ---------------- | ---------------------------------- | ---------------------------------- | ------------ | --------- |
| 1.           | 〈HOME〉         | 최팽, 나윤, 박영민, 홍성준, 정태유 | 최팽, 나윤, 박영민, 홍성준, 정태유 | 소향         | 4:11      |
| 2.           | 〈HOME (Inst.)〉 |                                    | 최팽, 나윤, 박영민, 홍성준, 정태유 |              | 4:11      |
| 총 재생 시간 | 총 재생 시간     | 총 재생 시간                       | 총 재생 시간                       | 총 재생 시간 | 8:22      |

### 파트 9
| #            | 제목                  | 작사                   | 작곡           | 가수         | 재생 시간 |
| ------------ | --------------------- | ---------------------- | -------------- | ------------ | --------- |
| 1.           | 〈나를 봐요〉         | 정원희, 고경미, 고영인 | 고경미, 고영인 | 메리라운드   | 3:56      |
| 2.           | 〈나를 봐요 (Inst.)〉 |                        | 고경미, 고영인 |              | 3:56      |
| 총 재생 시간 | 총 재생 시간          | 총 재생 시간           | 총 재생 시간   | 총 재생 시간 | 7:52      |

### 파트 10
| #            | 제목                       | 작사           | 작곡         | 가수         | 재생 시간 |
| ------------ | -------------------------- | -------------- | ------------ | ------------ | --------- |
| 1.           | 〈너와 나 사이로〉         | 하멜리, 김장호 | 김장호       | 옥수사진관   | 4:15      |
| 2.           | 〈너와 나 사이로 (Inst.)〉 |                | 김장호       |              | 4:15      |
| 총 재생 시간 | 총 재생 시간               | 총 재생 시간   | 총 재생 시간 | 총 재생 시간 | 8:30      |

### 파트 11
| #            | 제목                            | 작사         | 작곡         | 가수         | 재생 시간 |
| ------------ | ------------------------------- | ------------ | ------------ | ------------ | --------- |
| 1.           | 〈Can You Hear Me Now〉         | 김범주       | 김범주       | 신재         | 3:49      |
| 2.           | 〈Can You Hear Me Now (Inst.)〉 |              | 김범주       |              | 3:49      |
| 총 재생 시간 | 총 재생 시간                    | 총 재생 시간 | 총 재생 시간 | 총 재생 시간 | 7:38      |

### 파트 12
| #            | 제목             | 작사         | 작곡         | 가수         | 재생 시간 |
| ------------ | ---------------- | ------------ | ------------ | ------------ | --------- |
| 1.           | 〈새별〉         | 루(ROO)      | 기련         | 기련         | 3:33      |
| 2.           | 〈새별 (Inst.)〉 |              | 기련         |              | 3:33      |
| 총 재생 시간 | 총 재생 시간     | 총 재생 시간 | 총 재생 시간 | 총 재생 시간 | 7:06      |

### 파트 13
| #            | 제목                    | 작사         | 작곡           | 가수         | 재생 시간 |
| ------------ | ----------------------- | ------------ | -------------- | ------------ | --------- |
| 1.           | 〈스무살 소원〉         | 안수지       | 안수지, 신기원 | 안수지       | 3:28      |
| 2.           | 〈스무살 소원 (Inst.)〉 |              | 안수지, 신기원 |              | 3:28      |
| 총 재생 시간 | 총 재생 시간            | 총 재생 시간 | 총 재생 시간   | 총 재생 시간 | 6:56      |

### 최강 배달꾼 OST
| #   | 제목                                 | 작사                                        | 작곡                               | 가수            | 재생 시간 |
| --- | ------------------------------------ | ------------------------------------------- | ---------------------------------- | --------------- | --------- |
| 1.  | 〈Must have〉                        | 장재인                                      | 박성진, 최민창                     | 장재인          | 4:00      |
| 2.  | 〈청춘만화〉                         | 박영민, 위로                                | 박영민, 고진영                     | VANTA           | 3:32      |
| 3.  | 〈Ride the wind (feat. 메리라운드)〉 |                                             |                                    | Various Artists |           |
| 4.  | 〈Don't stop〉                       |                                             |                                    | Various Artists |           |
| 5.  | 〈It's magical (feat. 하림)〉        | 별자리탐험가, T-scope, 이우                 | 별자리탐험가                       | 바버렛츠        | 3:22      |
| 6.  | 〈랄랄라〉                           | 고진영                                      | 고진영                             | 고경표          | 3:05      |
| 7.  | 〈Storm〉                            |                                             |                                    | Various Artists |           |
| 8.  | 〈너와 나 사이로〉                   | 하멜리, 김장호                              | 김장호                             | 옥수사진관      | 4:15      |
| 9.  | 〈하루의 끝〉                        | 17Holic, 김기빈, 이유진, 윤원중 (CLEF CREW) | ZigZagNote                         | 나윤권          | 3:58      |
| 10. | 〈너에게 가는 길〉                   | 한현혜                                      | 홍정수, 박영민                     | 채수빈          | 3:25      |
| 11. | 〈니가 필요해〉                      | 이만성 , 키썸, 윤영민                       | 윤영민, 이만성, 박수석             | 키썸, 채원      | 3:12      |
| 12. | 〈Dana〉                             |                                             |                                    | Various Artists |           |
| 13. | 〈스무 살 소원〉                     | 안수지                                      | 안수지, 신기원                     | 안수지          | 3:28      |
| 14. | 〈나를 봐요〉                        | 정원희, 고경미, 고영인                      | 고경미, 고영인                     | 메리라운드      | 3:56      |
| 15. | 〈Can you hear me now〉              | 김범주                                      | 김범주                             | 신재            | 3:49      |
| 16. | 〈Green Days〉                       |                                             |                                    | Various Artists |           |
| 17. | 〈Home〉                             | 최팽, 나윤, 박영민, 홍성준, 정태유          | 최팽, 나윤, 박영민, 홍성준, 정태유 | 소향            | 4:11      |
| 18. | 〈새별〉                             | 루(ROO)                                     | 기련                               | 기련            | 3:33      |

## 편성 변경
- 2017년 7월 28일부터 2017년 7월 29일까지 약 이틀간, 2부작 파일럿 예능인 《내 여자의 핸드폰》의 방송으로 인해 첫 회 방송 일정이 2017년 7월 28일에서 2017년 8월 4일로 1주일 순연되었다.[4]

## 제작

### 캐스팅
- 당초 오진규 역에는 장미관이, 이지윤 역에는 이열음이 캐스팅되었으나 일신상의 문제로 고사했다.[5][6]
- 2017년 8월 18일 5회분에서 최강수(고경표 분)가 오진규(김선호 분)를 잡기 위해 배달부들과 함께 찾는 과정에서 배달부들이 일하는 중국집의 단골 손님으로 이들을 돕기 위한 인터넷 방송을 해주는 역할로 인기 유튜버인 악어(진동민), 리타(박윤희), 중력(박중력) 등이 특별출연하였다.[7]
- 또한 4~5회분에서 교통사고 비밀을 파헤치기 위해 각지의 배달부들을 한 곳으로 불러모으는 장면에서 실제 배달 직종에 종사하는 사람들이 참여하였다.[8]

### 홍보
- 2017년 8월 1일 드라마 방영을 앞두고 서울 영등포 타임스퀘어 아모리스 홀에서 고경표, 채수빈, 김선호, 고원희 등 주연배우와, 연출을 맡은 전우성 감독 등이 참석한 가운데 제작 발표회를 가졌다.[9]
- 2017년 8월 3일 드라마 홍보를 위해 《해피투게더3 - 해투동》에 고경표, 채수빈, 선우재덕, 김기두 등이 출연하였다.
- 2017년 8월 4일 드라마 홍보를 위해 《이수지의 가요광장》에 고경표와 채수빈 이 출연하였다.
- 2017년 8월 18일 드라마 홍보를 위해 《연예가 중계 - 게릴라데이트》에 고경표가 출연하여 인터뷰를 가졌다.
- 2017년 8월 25일 서울 강남구 삼성동에 위치한 한 카페에서 고경표, 채수빈, 고원희, 김선호 등이 참석한 가운데 기자간담회를 가졌다.[10]
- 2017년 9월 1일 《KBS 8 아침뉴스타임 - 연예수첩》에 고경표와 채수빈이 출연하여 인터뷰를 가졌다.

### 촬영지
- 7회 최강수가 구치소에서 출소하는 장면은 전북 익산시 성당면 소재 교도소 세트장에서 촬영되었다.[11]